# SN 1971F
SN 1971F – supernowa odkryta 23 marca 1971 roku w galaktyce E446-G33. W momencie odkrycia miała maksymalną jasność 17,30m.